# Ethelswitha Mucel
Ethelswitha Mucel (en inglés: Ealhswith o Ealswitha; f. 5 de diciembre de 902) fue la esposa del monarca Alfredo el Grande. Su padre fue un aristócrata del Reino de Mercia, Etereldo Mucel, ealdorman de los Gaini, una antigua tribu mercia, y su madre fue Eadburh, miembro de la familia real mercia y, según el historiador Richard Abels, descendiente del rey Coenwulf de Mercia. Se conmemora su día como santa el día 20 de julio.

## Historia
Ethelswitha contrajo matrimonio con Alfredo el Grande en Gainsborough, Lincolnshire. Los vikingos ocuparon la ciudad de Nottingham ese año, perteneciente al Reino de Mercia, por lo que se formó una alianza entre este reino y Wessex. Alfredo se convirtió en rey tras la muerte de su hermano en 871. Existen muy pocas referencias contemporáneas acerca de la vida de Ethelswitha. No hay constancia de su presencia en eventos relevantes y Asser no menciona su nombre en su biografía del rey Alfredo. Según las costumbres en Wessex durante el siglo IX, no adoptó el título de reina; según el rey Alfredo, esta tradición se debió a que una reina de Wessex llamada Eadburh envenenó accidentalmente a su marido.
Alfredo dejó en su testamento tres áreas con gran simbología a Ethelswitha: Edington (Wiltshire), donde se llevó a cabo una gran victoria contra los vikingos, Lambourn (Berkshire), cerca de otra victoria, y Wantage, su lugar de nacimiento. Estas posesiones continuaron como parte de la monarquía tras el fallecimiento de Ethelswitha.
Tras la muerte de Alfredo en 899, probablemente Ethelswitha fundó el convento de St Mary's Abbey en Winchester, conocido como Nunnaminster. Murió el 5 de diciembre de 902 y fue enterrada en la nueva abadía fundada por su hijo Eduardo, la New Minster, también en Winchester. En varios manuscritos de principios del siglo X se la conmemora como la "verdadera y querida señora de los ingleses".
Ethelswitha tuvo un hermano llamado Æthelwulf, quien era ealdorman de Mercia cuando gobernó el marido de su sobrina, Etelredo II, señor de los mercios en la década de 890.

## Descendencia
Ethelswitha y Alfredo tuvieron cinco hijos que sobrevivieron hasta su vida adulta.
- Ethelfleda (d. 918), Señora de los mercios, casada con Etereldo II de Mercia.
- Eduardo el Viejo (d. 924), rey de Wessex.
- Æthelgifu, nombrada abadesa en Shaftesbury, fundación creada por su padre.
- Elfrida, condesa de Flandes (d. 929), casada con Balduino II.
- Æthelweard (d. c. 920).

## En la ficción
Ethelswitha fue representada por la actriz británica Eliza Butterworth en la serie The Last Kingdom desde su primera temporada.
Y por Róisín Murphy en Vikings, Temporada 5 (2018)